# Platja de la Devesa del Saler
La platja de la Devesa del Saler és una platja pertanyent al terme municipal de València. Es troba, junt amb la platja del Saler, a la Devesa del Saler, que és el nom que rep la franja d'arena que separa l'Albufera de la mar Mediterrània.
La platja, de quasi cinc quilòmetres de longitud, és d'arena fina i daurada. El seu major atractiu és el seu extraordinari entorn natural, ja que està ubicada dins del Parc Natural de l'Albufera de València.

## Les dunes
També és important per les grans dunes que existeixen a la platja, puix que aquestes protegeixen un ric ecosistema al qual junt a llacunes i mallades (depressions interdunars) s'hi barreja tota mena de vegetació com ara els pins, el palmar i llentiscle i que aixopluga nombroses aus. Algunes espècies són endèmiques.
Les dunes i mallades foren regenerades fa poc, car durant els anys 70 foren destruïdes amb la intenció d'urbanitzar la zona. El projecte d'urbanització s'hi paralitzà gràcies a l'oposició veïnal. Existeix el projecte de regenerar un segon cordó dunar i crear un estany o llac natural a la zona Sud.

## Descripció

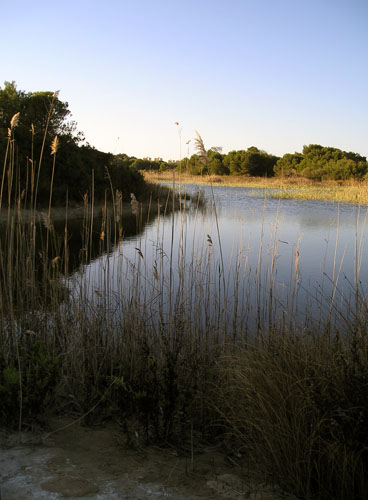
Mallada

La platja limita al nord amb la platja del Saler, de la que està separada per la Gola de Pujol, un canal que comunica l'Albufera amb la mar. A l'Oest, la carretera de València al Perellonet, la separa de l'Albufera i del Racó de l'Olla. Al Sud, la Gola de Perellonet, una altra canal, la separa del Perellonet.
La platja es pot dividir en tres: en la zona nord tenim l'estany de Pujol, estany artificial creat als anys 70 en el qual està prohibit el bany. Aquesta zona és accessible amb cotxe. En la platja sí que està permès el bany.

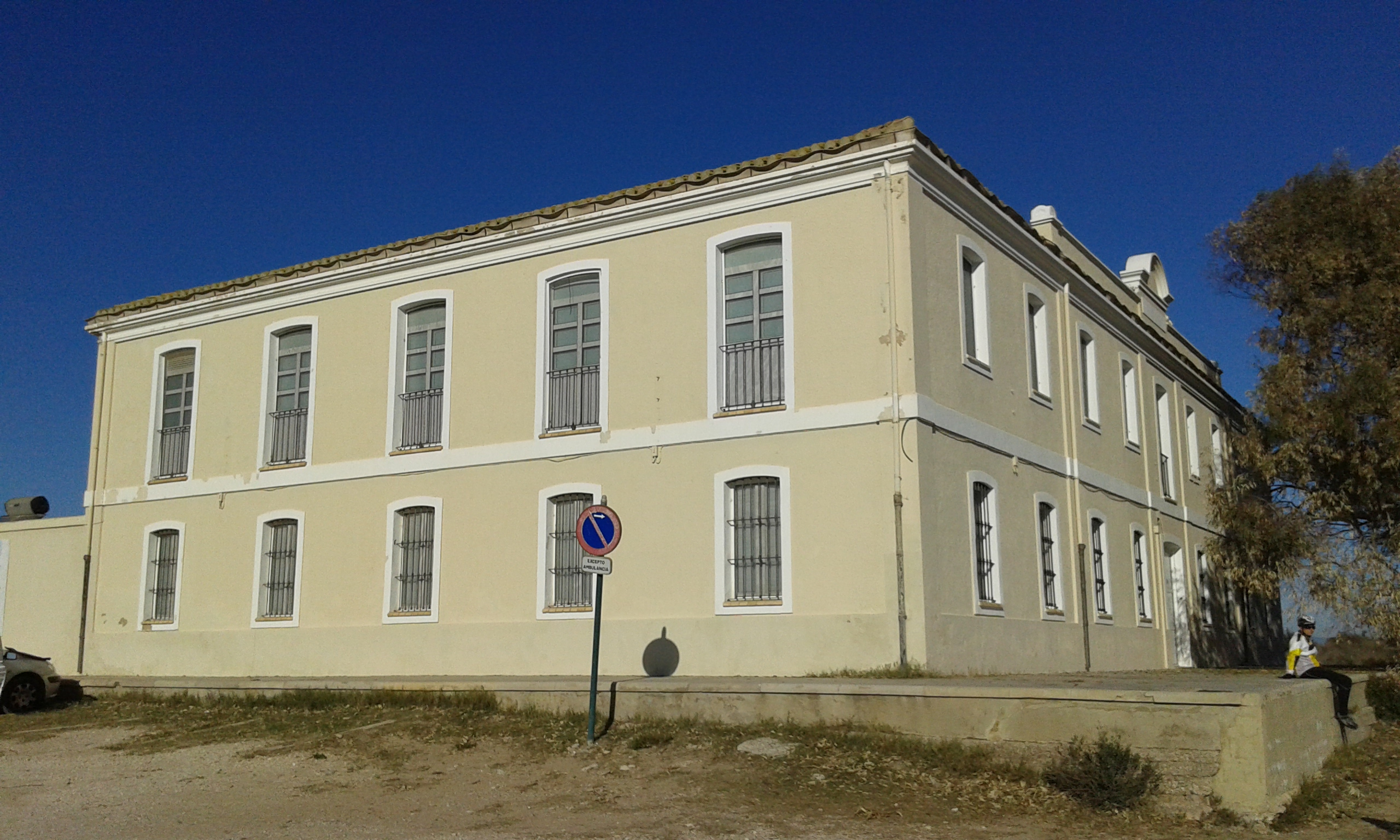
Casal d'Esplai

En la zona central, a la qual només s'hi pot accedir a peu, es troba el Casal d'Esplai, un casalot que l'Ajuntament utilitza per a organitzar activitats amb col·lectius diversos.
Al sud es troba el Parador de Turisme del Saler, que inclou un camp de golf, i a la seua rodalia és on està previst crear un llac que servirà de reserva per a les aus. Amb l'arena que s'hi estrega es regenerà al segon cordó dunar.
La platja és d'ús nudista, té servei de policia i salvament a l'estiu, bandera blava i s'hi pot accedir també en autobús (amb parades a la carretera).